# 1904년 하계 올림픽 육상 남자 제자리높이뛰기

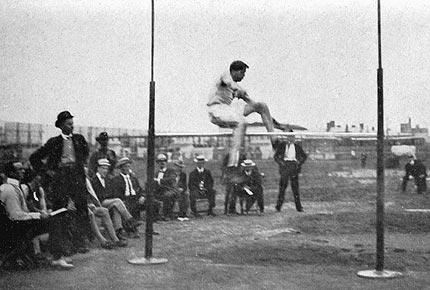
에위 유리의 경기 장면

1904년 하계 올림픽 육상 남자 제자리높이뛰기는 미국 세인트루이스에서 개최된 1904년 하계 올림픽 육상의 세부 종목이다. 8월 31일에 2개국에서 5명의 선수가 참가하였다.

## 경기장
| 도시         | 경기장        | 원어명        | 비고    |
| ------------ | ------------- | ------------- | ------- |
| 세인트루이스 |               |               | 전 경기 |
| 세인트루이스 | 프랜시스 필드 | Francis Field | 전 경기 |

## 기록

### 기존 기록
| 유형 | 선수            | 기록  | 장소 | 날짜            |
| ---- | --------------- | ----- | ---- | --------------- |
|      |                 | -     |      |                 |
|      | 레이 유리 (USA) | 1.655 | 파리 | 1900년 7월 16일 |

### 신기록
신기록이 경신되지 않았다.

## 경기 결과
| 순위 | 선수                | 기록 | 비고 |
| ---- | ------------------- | ---- | ---- |
| 1    | 레이 유리 (USA)     | 1.60 |      |
| 2    | 조셉 스탠들러 (USA) | 1.44 |      |
| 3    | 로슨 로버트슨 (USA) | 1.44 |      |
| 4    | 존 빌러 (USA)       | 1.42 |      |
| 5    | 괸츠지 러요스 (HUN) | 1.35 |      |

## 메달리스트
| 종목                | 금               | 은                   | 동                   |
| ------------------- | ---------------- | -------------------- | -------------------- |
| 남자 제자리높이뛰기 | 레이 유리 · 미국 | 조셉 스탠들러 · 미국 | 로슨 로버트슨 · 미국 |

## 범례
|  | 세계 신기록                  |  |                   | 아프리카 신기록 |                      | Q | 예선 통과 |
|  | 올림픽 신기록                |  | 북아메리카 신기록 | DNS             | 경기를 시작하지 않음 |   |           |
|  |                              |  | 아시아 신기록     | DNF             | 경기를 마치지 않음   |   |           |
|  | 국가 신기록                  |  | 유럽 신기록       | DSQ             | 실격                 |   |           |
|  | 개인 최고 기록 (개인 신기록) |  | 오세아니아 신기록 | WD              | 기권                 |   |           |
|  | 시즌 최고 기록 (시즌 신기록) |  | 남아메리카 신기록 | NM              | 기록 없음            |   |           |

## 참고 문헌
- 국제 올림픽 위원회 - 1904년 하계 올림픽 육상 경기 결과 (영어)
- (영어) George Seymour Lyon - Olympic Individual gold medal winner 1904
- (폴란드어) Pawel, Wudarski (1999). “Wyniki Igrzysk Olimpijskich”. 2008년 10월 14일에 원본 문서에서 보존된 문서. 2006년 12월 17일에 확인함.
- (영어) “Athletics at the 1904 St. Louis Summer Games: Men's Standing High Jump”. sports-reference.com. 2011년 9월 15일에 원본 문서에서 보존된 문서. 2010년 9월 23일에 확인함.
- (영어) De Wael, Herman. “Herman's Full Olympians: "Athletics 1904".”. 2016년 3월 5일에 원본 문서에서 보존된 문서. 2019년 1월 26일에 확인함.